# Karl Dreher (Politiker)
Karl Eduard Dreher (* 3. März 1848 in Büsingen; † 23. Dezember 1906 in Wittlingen) war ein deutscher Mühlenbesitzer und badischer Parlamentarier.

## Leben
Karl Dreher studierte am Polytechnikum Karlsruhe Maschinenbau und wurde 1866 Mitglied des Corps Saxonia Karlsruhe. Nachdem er das Studium als Ingenieur abgeschlossen hatte, wurde er durch die Heirat mit Anna Maria Müller 1872 Besitzer der Bärenfelsermühle in Wittlingen, in der er bereits 1875 eine damals hochmoderne Turbine zur Energiegewinnung für den Mühlenbetrieb installierte.
Als Mitglied der Nationalliberalen Partei war er von 1885 bis 1896 für den Wahlbezirk des Amtes Lörrach (ohne Stetten) Abgeordneter zur Zweiten Kammer der Badischen Ständeversammlung. Die Landtagswahl vom 28. Oktober 1897 gewann er ebenfalls. Da in Wyhlen jedoch der Polizeidiener in Uniform Stimmzettel der Nationalliberalen Partei verteilt hatte, erklärte die Ständeversammlung am 10. Dezember 1897 die Wahl der acht Wahlmänner in Wyhlen sowie die Wahl Drehers für ungültig. Seinen Platz nahm Johann Hagist (1833–1907) von der Freisinnigen Volkspartei ein. Auch die Wahl von 1901 gewann Hagist, bevor er in der folgenden Legislaturperiode wieder an Dreher abgeben musste, der den Sitz noch bis 1904 behalten sollte.